# Linke Flügelbatterie
Die Linke Flügelbatterie war als Bestandteil des Festungsplans Wilhelmshavens eine Batterie zum Schutz des preußischen Kriegshafens in Wilhelmshaven.

## Lage
Die Linke Flügelbatterie befand sich direkt nördlich des ebenfalls zum Schutze Wilhelmshavens errichteten Fort Heppens. Sie befand sich hinter der ehemaligen provisorischen Batterie Heppens, die sie ersetzen sollte.

## Geschichte
Der Bau der Anlage begann im Jahr 1874, zwei Jahre darauf waren die Bauarbeiten abgeschlossen.

## Bewaffnung
Insgesamt verfügte die Batterie über eine Bewaffnung von zehn Geschützen, die zwischen Hohltraversen angeordnet waren. Zwei Geschütze deckten die Flanken ab. Davon waren vier Geschütze des Typs 28 KL/35 und vier Geschütze des Typs 28 HL/12.